# Santa Bàrbara
Santa Bàrbara là một đô thị thuộc tỉnh Tarragona trong cộng đồng tự trị Catalonia, phía bắc Tây Ban Nha. Đô thị này có diện tích là 28,2 ki-lô-mét vuông, dân số năm 2009 là 3955 người với mật độ 140,25 người/km². Đô thị này có cự ly km so với Tarragona.